# 秀平真由美
秀平 真由美（ひでひら まゆみ、1964年2月9日 - ）は、日本の女性ナレーター、フリーアナウンサー。大阪府高石市出身。
大阪テレビタレントビューロー（ - 2018年3月）、タカラ（2018年4月 - ？）を経て、現在はオンタイム所属。

## 人物
浪速短期大学（現・大阪芸術大学短期大学部）卒業。
主に関西地区において、放送局でのアナウンス業務やCM・VPのナレーション、イベント司会などを多数担当している。また、大阪市営地下鉄（現・大阪市高速電気軌道）の車内自動放送を1999年から担当しているほか、駅自動放送や消防無線、防災無線等の合成音声の素材に使用されるなど、様々な分野で活躍している。
趣味はスポーツ観戦（特にオリンピック）、阪神タイガースの全力応援、スポーツジムで体を鍛えること、株。
普通自動車免許、ファイナンシャル・プランナー、ファイナンシャル・プランニング技能士の資格を所持している。

## 主な担当項目

### CM
- アートコーポレーション
- 日本サプリメント
- NTTドコモ
- まむ多 (FM-HANAKO)

### VP
- 国立民族学博物館
- JTB
- 三菱重工業
- 創建不動産
- ダイハツ
- 大原美術館（紹介映像）

### アナウンス
- 大阪市交通局（大阪市営地下鉄・ニュートラム）→大阪市高速電気軌道 (Osaka Metro) - 車内自動放送（1999年 - ）
  - 中央線は2025年6月に使用終了。
- 北大阪急行電鉄 - 車内自動放送
- 近畿日本鉄道 - けいはんな線車内自動放送（戸閉・広告放送のみ、現在不使用）
- 東日本旅客鉄道（JR東日本） - 外房線等の一部駅自動放送（合成音声）
- 北海道旅客鉄道（JR北海道） - 一部駅自動放送（合成音声）
- 九州旅客鉄道（JR九州）- 香椎線等の一部駅自動放送（合成音声）
- フェリーさんふらわあ（さんふらわあ さつま・さんふらわあ きりしま） - 船内放送
- 大丸京都店店内放送
- ソニー製カーナビゲーションの音声案内
- パトライト製合成音声

### イベント・その他
- 日本サプリメント
- ヴァーナルのテレビ番組アシスタント

## 出演実績

### 現在の出演実績
- ABCラジオ
  - 「信仰の時間」
- テレビ和歌山
  - 「きのくに21」ナレーション

### 主な出演実績
- ABCラジオ
  - 「おはようパーソナリティ道上洋三です」6代目アシスタント（1989年4月 - 1992年3月）
  - 「桑原征平粋も甘いも」粋甘流☆美女と野獣NEO
    - 2018年11月…「『も・み・じ』であいうえお作文」というお題で、最初の段に当たる言葉「紅葉狩り」の読み上げを担当。
    - 2019年9月…「クワの流れのように」というお題で、美空ひばり「川の流れのように」のサビの歌い出しを「クワ～あ～♪」という替え歌で披露。

  - 「さわやかミュージック」（2020年6月まで）
- テレビ和歌山
  - 「テイクオフきのくに21」キャスター
- サンテレビジョン
  - アナウンス（CM・天気予報）業務
- ラジオNIKKEI
  - 経済番組「マーケットカフェタイム」
- FM802
  - 「報道アナウンス業務」
- KBS京都ラジオ
  - 「笑福亭鶴志のスポーツナイスキャッチ」